# GOLDEN☆BEST 薬師丸ひろ子
『GOLDEN☆BEST 薬師丸ひろ子』（ゴールデン☆ベスト やくしまるひろこ）は、薬師丸ひろ子の非公認ベスト・アルバム。2002年11月20日発売。発売元は東芝EMI（EMIミュージック・ジャパン、現・ユニバーサルミュージック）。規格品番：TOCT-10875。

## 解説
各レコード会社から発売されている "ゴールデン☆ベスト" シリーズの初期に発売された1枚で、収録曲の前半は主に自身が出演した角川映画の主題歌が収録されている。

## メディアでの披露
NHK総合で2008年9月3日に放送された音楽番組『SONGS』に出演し、本ベスト盤からは「セーラー服と機関銃」「探偵物語」「メイン・テーマ」「あなたを・もっと・知りたくて」「Woman "Wの悲劇"より」を披露した。放送終了後程なく、インターネット通信販売サイト「Amazon」のセールスチャートでは、本ベスト盤が上位50位以内までランクアップしている。

## チャート成績
オリコンチャートの初登場は2013年10月14日で登場週数は11週、チャート最高順位は2018年6月11日に記録した週間171位、累計3,663枚のセールスを記録した。

## ディスクジャケット
本作収録シングルのジャケット写真の縮小版が載せられている。

## 収録曲
1. セーラー服と機関銃　
  - 作詞:来生えつこ、作曲:来生たかお、編曲:井上鑑
    - 映画『セーラー服と機関銃』主題歌
    - アルバム『古今集』収録バージョン
    - 作曲の来生たかおは「夢の途中」の曲名で、薬師丸と異なる歌詞で発売した。
2. 探偵物語　
  - 作詞:松本隆、作曲:大瀧詠一、編曲:井上鑑
    - 映画『探偵物語』主題歌
    - オリコンチャートで7週連続1位を獲得した。
3. すこしだけやさしく　
  - 作詞:松本隆、作曲:大瀧詠一、編曲:井上鑑
    - TBS系『わくわく動物ランド』エンディングテーマ。
4. メイン・テーマ　
  - 作詞:松本隆、作曲:南佳孝、編曲:大村雅朗
    - 映画『メイン・テーマ』主題歌
    - 作曲の南佳孝は「スタンダード・ナンバー」の曲名で、薬師丸と異なる歌詞で発売した。
5. Woman "Wの悲劇"より　
  - 作詞:松本隆、作曲:呉田軽穂、編曲:松任谷正隆
    - 映画『Wの悲劇』（ダブリューのひげき）主題歌。
    - 作曲の呉田軽穂こと松任谷由実が、セルフカバー・アルバム『Yuming Compositions: FACES』（2003年12月17日）で取り上げている。
6. あなたを・もっと・知りたくて　
  - 作詞:松本隆、作曲:筒美京平、編曲:武部聡志
    - 発売当時民営化されたばかりのNTTのCMソングとして使用されたことから、ジャケット写真は受話器を持ち、歌詞は「ベルが鳴る」で始まり、サビ前の台詞部分に電話のベルの音がSEとして挿入されている。
7. ステキな恋の忘れ方 （「野蛮人のように」より）　
  - 作詞・作曲:井上陽水、編曲:武部聡志
8. 紳士同盟　
  - 作詞:阿木燿子、作曲:宇崎竜童、編曲:武部聡志
    - 映画『紳士同盟』主題歌
9. 時代　
  - 作詞・作曲: 中島みゆき、編曲: 船山基紀
    - フジテレビ系『なるほど!ザ・ワールド』エンディングテーマ。
10. 元気を出して　
  - 作詞・作曲:竹内まりや、編曲:椎名和夫
    - 1987年、竹内が自身のアルバム『REQUEST』セルフカバーした。薬師丸はアウトロにてコーラスで参加している。
11. 語りつぐ愛に　
  - 作詞:来生えつこ、作曲:来生たかお、編曲:武部聡志
    - 日本テレビ系『水曜グランドロマン』テーマソング。
12. 天に星 地に花　
  - 作詞:松本隆、作曲:筒美京平、編曲:新川博
13. ささやきのステップ　
  - 作詞:松本隆、作曲:佐藤健、編曲:船山基紀
14. 2×2 Two by two 　
  - 作詞:阿木燿子、作曲:辻畑鉄也
15. Windy Boy　
  - 作詞・作曲:高見沢俊彦、編曲:杉山卓夫、江口信夫
    - 映画『READY!LADY!』主題歌
16. 100粒の涙
  - 作詞:松本隆、作曲:筒美京平、編曲:武部聡志
17. 瞳で話して
  - 作詞:松本隆、作曲:辻畑鉄也、編曲:船山基紀
18. 手をつないでいて　
  - 作詞:風堂美起、作曲:楠瀬誠志郎、編曲:萩田光男
    - TBS系『日立 世界・ふしぎ発見!』エンディングテーマ
19. A LOVER'S CONCERTO　
  - 作詞・作曲:DENNY RANDELL,SANDY LINZER,日本語詞: 岩谷時子,編曲: 武部聡志